# هیدروکلروتیازید
هیدروکلروتیازید از دستهٔ مدرهای تیازیدی است. این دارو در درمان زیادی فشار خون (به تنهایی یا به عنوان درمان کمکی)، خیز (ناشی از نارسایی احتقانی قلب، سیروز کبدی همراه با آسیت) درمان با کورتیکوستروئید و استروژن و نیز بعضی از حالات نارسایی کلیه (از جمله سندرم نفروتیک، گلومرولونفریت حاد و نارسایی مزمن کلیه) مصرف می‌شود.

## هشدارها
1. این دارو در صورت وجود بی‌ادراری یا نارسایی کلیه و نوزادان مبتلا به یرقان باید با احتیاط فراوان مصرف شود.
2. اندازه‌گیری فشار خون در طول درمان با این دارو در فواصل منظم ضروری است.
3. این دارو زیادی فشار خون را درمان نمی‌کند، بلکه آن را کنترل می‌نماید، از این رو مصرف این دارو ممکن است تا آخر عمر ضروری باشد.
4. اثر کاهنده فشار خون این دارو پس از ۴–۳ روز ممکن است ظاهر شود، ولی برای رسیدن به اثر مطلوب ممکن است تا ۴–۳ هفته زمان لازم باشد.
5. احتمال بروز کمی پتاسیم خون وجود دارد؛ بنابراین ممکن است مصرف پتاسیم اضافی در رژیم غذایی لازم باشد، بدون مشورت پزشک، رژیم غذایی نباید تغییر یابد.
6. از مصرف سایر داروها، به خصوص داروهای مقلد سمپاتیک که نیاز به نسخهٔ پزشک ندارند باید خودداری شود.
7. در صورت فراموش شدن یک نوبت مصرف دارو، به محض به یاد آوردن، آن نوبت باید مصرف شود، مگر این که تقریباً نوبت مصرف بعدی فرا رسیده باشد. در این صورت مقدار مصرف بعدی نباید دو برابر گردد.

## عوارض جانبی

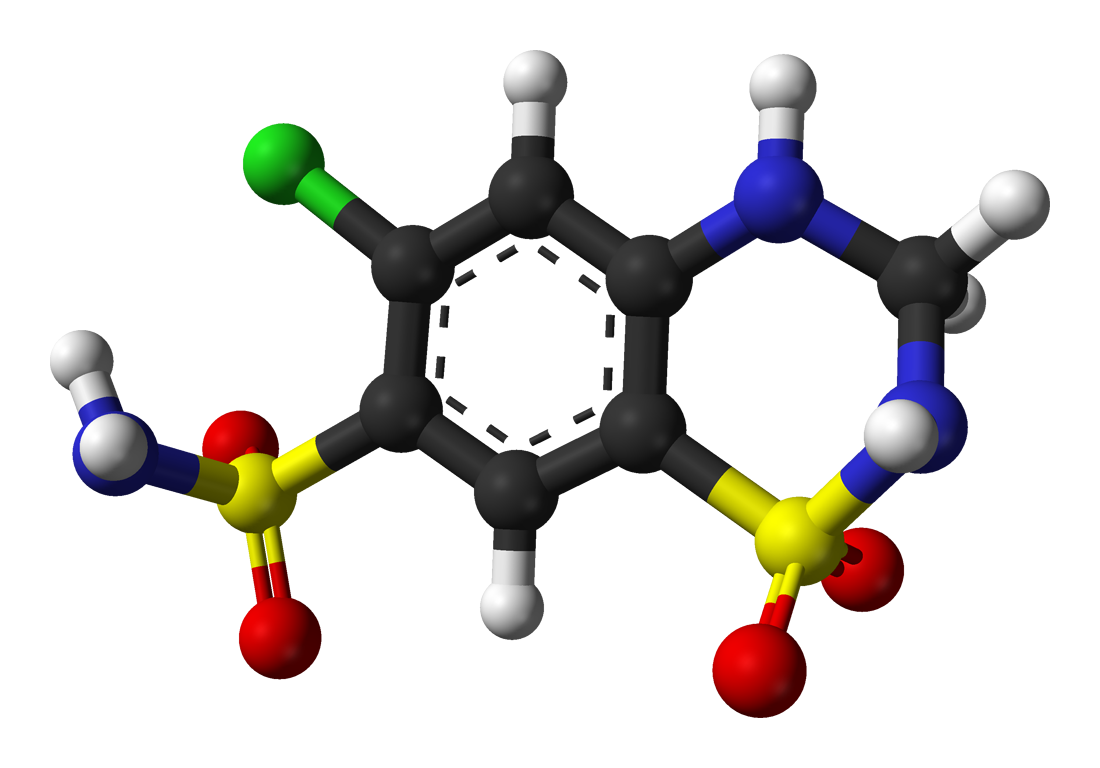
شکل فضایی

کاهش فشار خون وضعیتی، اختلالات خفیف گوارشی، کاهش توانایی جنسی، کمی پتاسیم، منیزیم و سدیم خون، زیادی کلسیم خون، آلکالوز همراه کمی کلرور خون، زیادی اسید اوریک خون، نقرس، افزایش قند خون ، کلسترول پلاسما ، آنمی آپلاستیک ، کاهش فشارخون وضعیتی ،نکرولیز سمی اپیدرمال ، اختلالات الکترولیتی ، آگرانولوسیتوز  و  کرامپ عضلانی با مصرف این دارو گزارش شده‌است. 

## تداخل دارویی
مصرف همزمان کلستیرامین با هیدروکلروتیازید ممکن است جذب آن را مهار کند. مصرف همزمان گلیکوزیدهای دیژیتال با هیدروکلروتیازید، به علت بروز کمی پتاسیم خون، ممکن است احتمال مسمومیت با دیژیتال را افزایش دهد. مصرف همزمان این دارو با لیتیم، به علت کاهش همزمان این دارو با لیتیم، به علت کاهش کلیرانس کلیوی لیتیم، ممکن است سبب بروز مسمومیت با لیتیم شود. مصرف همزمان داروهای مهارکننده ACE، سیکلوسپورین و سایر داروهای مدر نگهدارنده پتاسیم، مکمل‌های پتاسیمی و داروهای حاوی پتاسیم با هیدروکلروتیازید ممکن است سبب تجمع پتاسیم به ویژه در بیماران مبتلا به بی‌کفایتی کلیه شود.

## مقادیر مصرف

### بزرگسالان
به عنوان مدر و دیورتیک در بزرگسالان ۱۰۰–۲۵ میلی‌گرم ۱ یا ۲ بار در روز، یک روز در میان یا یک بار در روز به مدت ۵–۳ روز در هفته مصرف شود. به عنوان کاهنده فشار خون mg/day۱۰۰–۲۵ به صورت مقدار واحد یا در ۲ مقدار منقسم مصرف می‌شود که این مقدار بر اساس پاسخ بیمار تنظیم می‌گردد.

### کودکان
مقدار mg/kg/day۲–۱ به صورت مقدار واحد یا در ۲ مقدار منقسم مصرف می‌شود که این مقدار بر اساس پاسخ بیمار تنظیم می‌گردد.
این دارو در رده داروهای تیازیدی قرار دارد و با کاهش توانایی کلیه‌ها در حفظ آب عمل می‌کند. این دارو در ابتدا حجم خون را کاهش می‌دهد، که خود این امر از خون بازگشتی به قلب و در نتیجه برون ده قلبی را می‌کاهد. گرچه اعتقاد بر این است که این دارو در بلند مدت مقاومت عروقی محیطی را کاهش می‌دهد.
طبق ادعای دو شرکت مرک و سیبا آنها این دارو را کشف کردند که در سال ۱۹۵۹ به‌صورت تجاری در دسترس قرار گرفت. این دارو در لیست داروهای ضروری سازمان بهداشت جهانی، مهمترین داروهای مورد نیاز در نظام بهداشتی اولیه قرار دارد. این دارو در سال ۲۰۰۸ دومین داروی پرکاربرد برای فشار خون در ایالات متحده بود. این دارو به‌عنوان یک داروی ژنریک موجود می‌باشد و قیمت آن خیلی زیاد نیست.